# الراكب الأعلى (حرض)

تعديل مصدري - تعديل

الراكب الأعلى هي إحدى قرى عزلة حرض بمديرية حرض التابعة لمحافظة حجة، بلغ تعداد سكانها 110 نسمة حسب تعداد اليمن لعام 2004.